# Șulhînka, Starobilsk
Șulhînka (în ucraineană Шульгинка) este localitatea de reședință a comunei Șulhînka din raionul Starobilsk, regiunea Luhansk, Ucraina.

## Demografie
Componența lingvistică a localității Șulhînka
     Ucraineană (93,39%)
     Rusă (6,4%)
     Alte limbi (0,16%)
Conform recensământului din 2001, majoritatea populației localității Șulhînka era vorbitoare de ucraineană (93,39%), existând în minoritate și vorbitori de rusă (6,4%).